# Mathurin Renaud
Pour les articles homonymes, voir Renaud (homonymie).
Mathurin Renaud (né dans la paroisse Saint-Étienne d'Ars-en-Ré le 14 octobre 1641 et mort en 1677). Il fut un des pionniers français en Nouvelle-France et un des premiers habitants de Charlesbourg qui est maintenant un arrondissement de la ville de Québec.

## Jeunesse
Ses parents étaient le tailleur Mathurin Renaud originaire de Rosnay (Vendée) (né vers 1605) (ou possiblement Regnauls) et Gabrielle Routy, originaire d'Ars-en-Ré, où ils se marièrent le 9 février 1626. (Attention à ne pas le confondre avec Mathurin Reneau dit Boisjoli, soldat de la compagnie Maximy du régiment de Carignan-Salières.)

## La traversée
Ils n'étaient pas persécutés ou forcés de partir et le Poitou n'était pas pauvre. C'était l'aventure qui attirait ces jeunes hommes illettrés, ainsi que le fait que le Roi de France avait offert des avantages pour aller en Nouvelle-France. La Compagnie des Cent Associés devait créer des seigneuries au Québec pour ensuite les subdiviser en concessions aux immigrants. Les émigrants étaient souvent engagés pour une période de trois années. On les appelait donc Les 36 Mois. La plupart des recrues étaient des célibataires, payés de 40 à 120 livres par an. En plus, ils étaient transportés en Nouvelle-France et recevaient des terres. Ils étaient souvent sans éducation. Lorsque Samuel de Champlain mourut en 1635, il y avait 132 colons dans la colonie, dont 35 venant du Perche.
La plupart des départs eurent lieu dans la période 1634-1662. Les pauvres voyageurs de la France au Nouveau Monde étaient victimes de tous les périls : tempêtes, pirates, maladies. La durée du voyage pouvait varier d'un mois à trois. Par exemple, il fallut 117 jours à Jean Talon pour rejoindre Québec en 1665, mais seulement 35 jours pour le bateau Arc-en-ciel en 1678. Pour la navigation, il était préférable de lever l'ancre de France avant le 1er mai. Les bateaux du XVIIe siècle étant généralement plus petits que 200 tonnes, les accommodations étaient modestes. Malgré toutes les difficultés et les dangers, la majorité des marins et des passagers arrivaient à bon port. Au cours des années d'immigration en Nouvelle-France, au moins 18 Arsais des deux sexes et 110 Rétais au total feront la traversée.

## Mariage
Né le 14 octobre 1641 à Ars-en-Ré, Mathurin Renaud a pour parrain Robert Perrot et pour marraine Suzanne Guillart. Il est le premier ancêtre Renaud de cette lignée à s’établir en Nouvelle-France. Puis il travailla pour les Jésuites comme domestique (probablement défricheur).
En 1666, il reçoit une terre au rang du Gros-Pin de l'intendant Talon à la seigneurie Notre-Dame-des-Anges. En 1669, à l'arrivée du navire St-Jean-Baptiste transportant plus de 100 de filles du Roi, il s'entend avec Marie Pelletier de 24 ans d'âge (fille de François Pelletier et Michelle Lechalle, mariés en 1639 à Montargis dans l'Orléanais). Ils signent un contrat de mariage devant le notaire Pierre Duquet. Le prêtre Henri de Bernières les marie en l'église Notre-Dame de Québec le 7 octobre. Marie apporte une dot de 100 livres du Roi ce qui, ajouté aux terres et biens de Mathurin, leur permet de s’installer à l'aise à La Petite Auvergne. Le fait que Mathurin ne se soit pas marié avant 1669 est normal puisqu’en 1666 la population de la Nouvelle-France était de 3 418 personnes dont 63 % d’hommes, et de plus, les hommes se mariaient assez vieux, souvent après 25 ans (il en avait 28) . 
Considérant le fait qu'il lui fut concédé une terre devant le notaire Becquet (16 mars 1666), trois ans après sa confirmation, Joseph Mathurin s'il était arrivé en 1662 ou avant, devait avoir pris un contrat de travail envers les Jésuites. Le contrat de servitude des Trente-six mois avait une durée de trois ans (jour pour jour à compter de la date d'arrivée), période pendant laquelle celui qui s'est engagé était logé, nourri et vêtu. Son voyage aller-retour était payé et il recevait une avance monétaire (environ 30 livres sur sa première année de gages) et il allait recevoir un salaire d'environ 75 livres par an, payable à la fin de chaque année. Ceux qui restaient en Nouvelle-France se voyaient ainsi octroyer une terre à défricher.
La terre de Mathurin étant défrichée pour la portion exigée dans son contrat, il peut donc commencer à l'exploiter. Il cultive principalement des pois (haricots blancs), c'est ce qui se vend le plus car la soupe aux pois réchauffe bien l'hiver et tient au ventre. L’hiver, il continue de défricher ses terres et même celles des voisins, tout en chassant pour la viande. 
En 1670, Mathurin achète une autre terre à Charlesbourg (payée 600 livres), et comme il habite alors à La Petite Auvergne. Il revendra certaines de ses terres. Il cultivera sur sa terre des pois et autres céréales. Il possédait quatre terres dans le secteur appelé L'Auvergne (approximativement situé aujourd'hui entre la 47e rue et le Trait-Carré du sud au nord et, entre la 3e avenue Ouest et la rue Henri-Bourassa d'ouest en est de cette ville).

## Derniers moments
Respecté dans la communauté, Mathurin donna des terres pour l'église de Charlesbourg. On le considère d'ailleurs comme un des premiers propriétaires terriens de Charlesbourg. La plupart des historiens pensent qu'il mourut en 1677 au jeune âge de 35 ans. Marie venait d'avoir son 4e enfant, Marie Louise, née en mai. Mathurin est noté présent au baptême. Il serait donc mort entre mai et octobre de cette année, mois du remariage de Marie. On n'a pas retrouvé l'acte de décès. Les circonstances de sa mort sont donc un mystère. Les actes enregistrés par des missionnaires ambulants se perdaient souvent pour des raisons diverses. 
Gabrielle Routy, mère de Mathurin, qui s'était remarié auparavant avec Pierre Sicateau d'Ars-en-Ré, ainsi que sa sœur Anne Renaud (1633-1710) émigrèrent en Nouvelle-France avant 1666. Anne avait épousé Samuel Vignier vers 1655.   
Sa femme se remaria à Pierre Cannard le 19 octobre 1677. Il était normal en ces temps que la veuve se remarie immédiatement, surtout avec des enfants en bas âge ; il fallait un homme pour assurer la survie de la famille et, les femmes étant rares, les hommes ne laissaient pas les veuves longtemps seules. Elle mourut beaucoup plus tard, le 30 juin 1707. Gabrielle Routy décède à Québec 19 janvier 1690. 
Un de leurs quatre enfants, Michel Renaud, initia une lignée de maçons, métier très recherché en cette période de développement de la colonie française. Avec des origines au Poitou, grâce à Mathurin Renaud, des milliers de personnes nommées Renaud se retrouvent aujourd'hui à travers l'Amérique du Nord, dont le joueur de hockey Jean-Paul Renaud, un fondateur de l'église Immaculée-Conception à Montréal, François-Xavier Renaud, les industriels de l'entreprise alimentaire Renaud et Frères (Hector, Horace et Léopold) et le politicien Pierre Renaud.

## Orthographe
Renaud est un prénom masculin français d'origine germanique, formé des éléments germaniques ragin « conseil » et  waldan « gouverner ». Plus tard, il devient un patronyme. Voici quelques-unes des variations du nom Renaud en usage : Regnau, Regnaud, Regnauld, Regnault, Regnaux, Regneau, Regneault, Renau, Reneau, Renauld, Renaud, Renault, Renaut, Renaux, Renaude, Renaulet, Reinaldos, Regnaudin, Regnaudot, etc.